# Thomas Wilkens
Thomas Wilkens; znany jako Tom Wilkens (ur. 25 listopada 1975 w Middletown Township w New Jersey) – amerykański pływak, medalista olimpijski i mistrzostw świata.